# 4297 Eichhorn
4297 Eichhorn eller 1938 HE är en asteroid i huvudbältet, som upptäcktes 19 april 1938 av den tyske astronomen Wilhelm Dieckvoß i Heidelberg. Den är uppkallad efter Heinrich K. Eichhorn.
Asteroiden har en diameter på ungefär 3 kilometer.